# Ponte Rosso (San Pietroburgo)
Il Ponte Rosso (in russo Кра́сный мост?, Krasniy most), è un ponte a campata unica sul fiume Mojka a San Pietroburgo, in Russia. Il ponte fa parte di via Gorokhovaya. È lungo 42 metri e largo 16,8 metri.

## Storia
Il primo ponte in ghisa sul sito venne costruito, nel 1808-1813, su progetto di William Heste. Il ponte è poi stato ricostruito nel 1953 dall'architetto V.V. Blazhevich. La struttura originale in ghisa è stata sostituita dalle arcate in acciaio saldato ma la maggior parte delle decorazioni sono rimaste intatte.
Il nome del ponte risale a una tradizione del XIX secolo di codifica a colori dei ponti che attraversano il fiume Mojka. Come altri ponti colorati, il "Ponte Rosso" prende il nome dal colore della sua struttura che si affaccia sul fiume. Oggi sopravvivono solo quattro ponti colorati, gli altri sono rispettivamente il Ponte Blu, il Ponte Verde e il Ponte Giallo. Tre hanno mantenuto i loro nomi originali, ma il "Ponte Giallo" è stato ribattezzato Ponte Pevčeskij.